# Frans Tuohimaa
Frans Tuohimaa (* 19. srpna 1991, Helsinky) je finský lední hokejista, brankář. Od roku 2024 hraje za klub Södertälje SK, který působí v druhé švédské nejvyšší soutěži HockeyAllsvenskan. Švédskou soutěž nejvyšší si předtím zahrál za Leksands IF a Frölunda HC. Finskou první ligu hrál za Jokerit Helsinky, Hämeenlinnan Pallokerho, SaiPa Lappeenranta, HIFK Hockey a Mikkelin Jukurit. V roce 2013 byl draftován Edmontonem, ale NHL si nikdy nezahrál, pouze strávil dvě sezóny na farmách (Oklahoma City Barons, Bakersfield Condors). V jediné sezóně nahlédl i do KHL, jako hráč Neftěchimik Nižněkamsk. S finskou reprezentací se stal mistrem světa v roce 2022 a získal zlatou medaili na olympijských hrách v Pekingu roku 2022, ani na jednom z těchto turnajů ale nechytal.